# Florin Cotora
Florin Cotora (* 12. Dezember 1972 in Sibiu) ist ein ehemaliger rumänischer Fußballspieler. Der Torhüter bestritt insgesamt 55 Spiele in der höchsten rumänischen Fußballliga, der Divizia A.

## Karriere
Die Karriere von Cotora begann im Jahr 1991, als er in den Kader der ersten Mannschaft von Inter Sibiu kam, das seinerzeit in der höchsten rumänischen Spielklasse, der Divizia A, vertreten war. Er debütierte am 25. August 1991 im Spiel gegen Electroputere Craiova, kam im weiteren Saisonverlauf aber kaum zum Zuge. Erst in der Saison 1993/94 häuften sich die Einsätze, ohne dass er dauerhaft den Platz im Tor verteidigen konnte. Auch nach dem Abstieg 1996 änderte sich an seiner Situation zunächst nichts. Mit Beginn der Spielzeit 1997/98 konnte er sich als Stammtorwart von Inter etablieren. In dieser Zeit kämpfte er mit dem Klub gegen den Abstieg aus der Divizia B.
Im Herbst 2000 musste Inter Sibiu Insolvenz anmelden und sich aus dem Spielbetrieb der Divizia B zurückziehen. Cotora schloss sich daraufhin dem Ligakonkurrenten Minaur Zlatna an. Im Jahr 2002 wechselte er erneut innerhalb der Divizia B und unterschrieb bei Apulum Alba Iulia. Hier stieg er im Jahr 2003 in die Divizia A auf, kam jedoch nur auf neun Einsätze. Erst in der Saison 2003/04 wurde er zur Nummer eins im Tor. Nach dem Abstieg 2004/05 beendete er seine Laufbahn.

## Erfolge
- Aufstieg in die Divizia A: 2003